# Mestre d'Olímpia

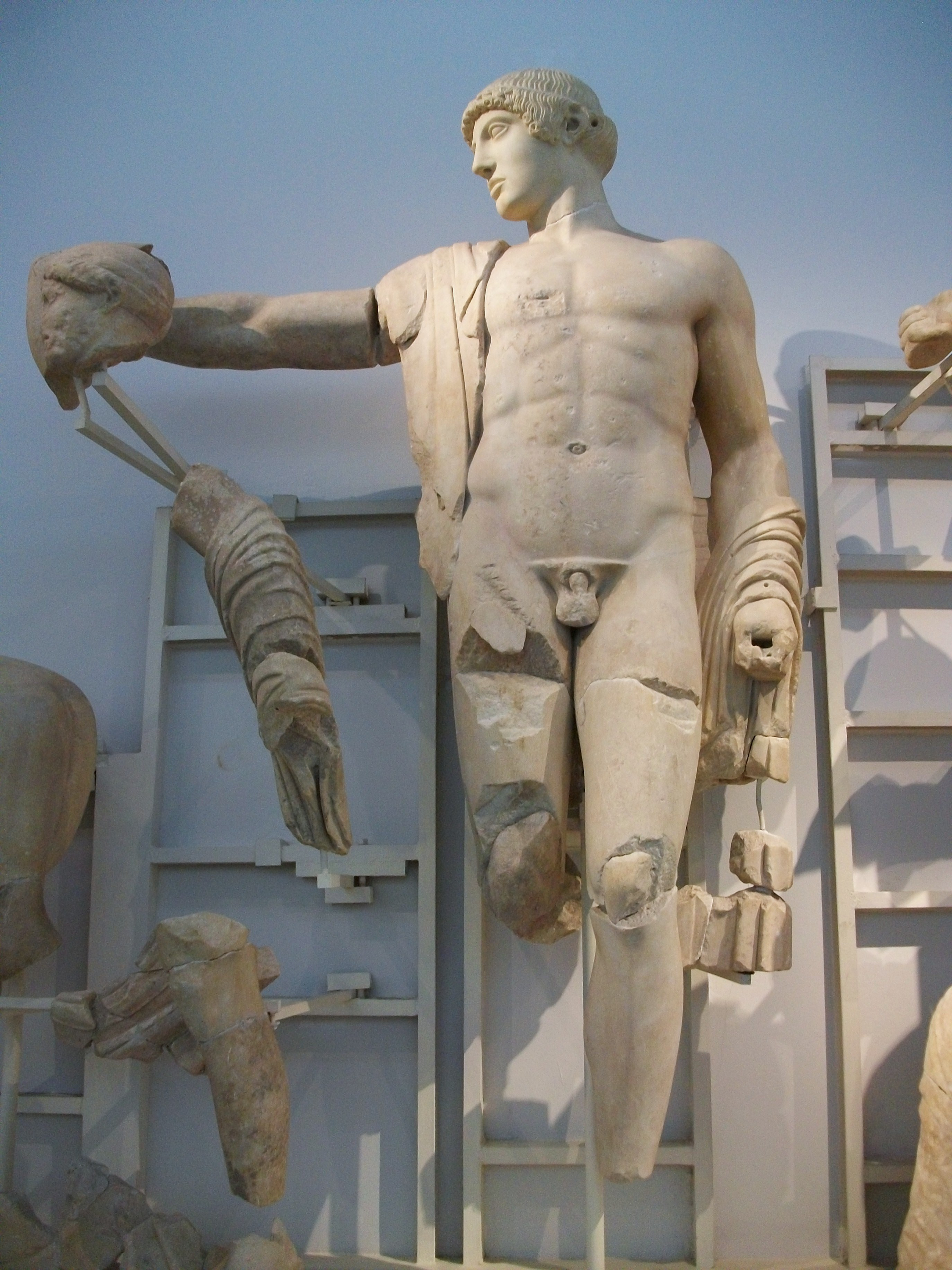
Apol·lo, al Temple de Zeus d'Olímpia

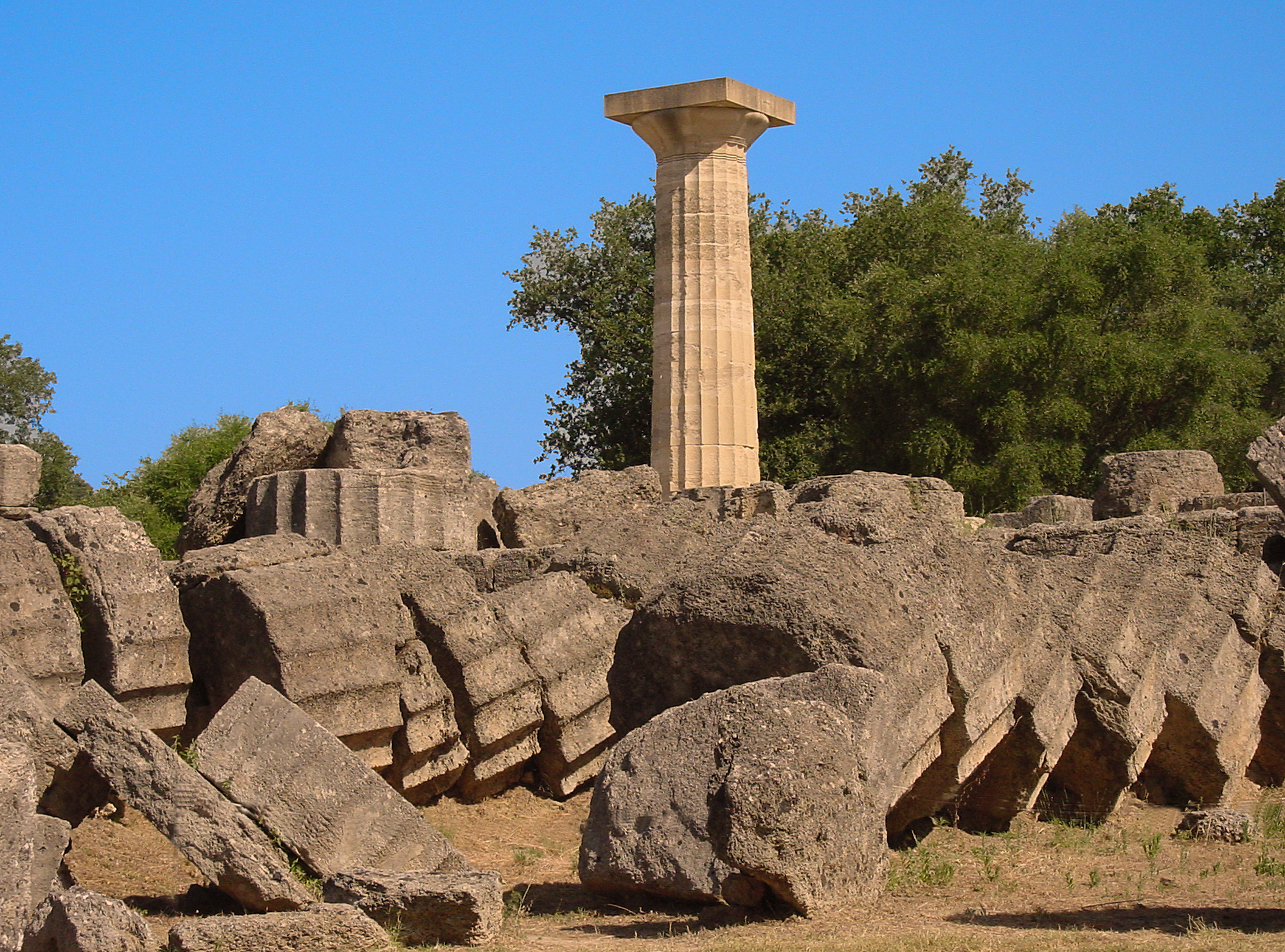
Ruïnes del Temple de Zeus

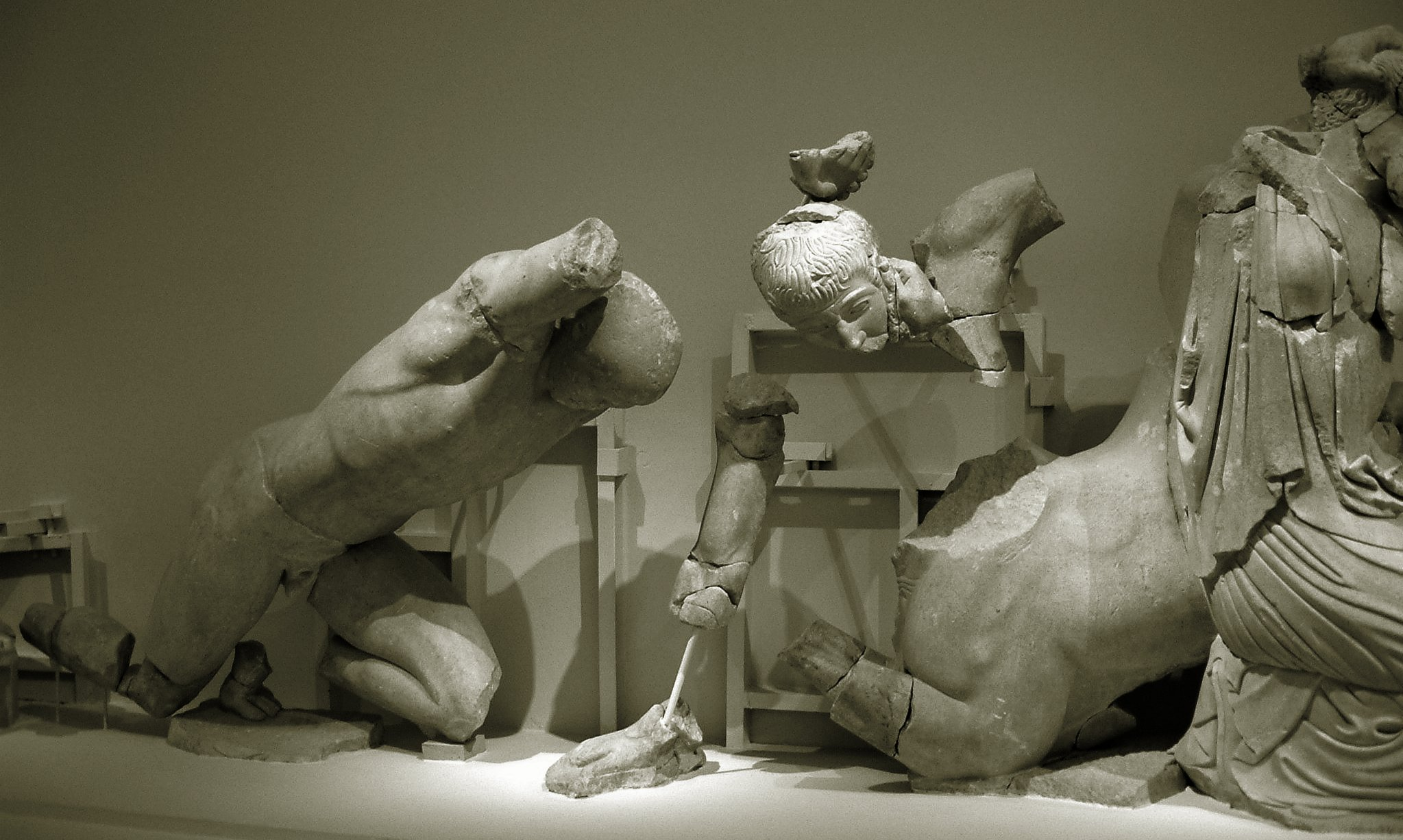
Escena de la batalla entre els làpites i els centaures

El mestre d'Olímpia fou un escultor desconegut que creà la decoració externa del Temple de Zeus d'Olímpia.

## El lloc
Olímpia fou un lloc de culte des de temps immemorials, i la zona fou ocupada per onades successives de pobles diferents. Els primers registres arqueològics amb artefactes religiosos daten de prop de 4.000 anys abans de la nostra era. Sobre el 1200 ae la zona fou ocupada pels etolis, governats pel rei Òxil, que va fundar l'estat d'Èlide. La transformació de l'indret en santuari panhel·lènic deu datar de la fi del període micènic, i el culte a Zeus s'hi introduiria entre els segles X i IX ae. El 776 ae s'hi instituïren els Jocs Olímpics.
En el període arcaic el santuari era el més important de Grècia: exercia una enorme influència política i rebia moltes donacions. El Temple de Zeus, les ruïnes del qual encara són visibles, no fou el primer a ser construït en el santuari, però és el més gran del Peloponès i en el seu apogeu degué ser una joia d'arquitectura dòrica. La decoració exterior l'executà el mestre d'Olímpia i els seus col·laboradors. Pausànias comenta que estigueren actius entre el 470 i el 456 ae, i que la conquesta de la ciutat de Pisa per la ciutat d'Èlide (472 ae) se celebrà amb donacions al santuari, per erigir-ne l'edifici. La seua estàtua de culte era una imatge monumental construïda en ivori i or per Fídies, una de les Set meravelles del món antic.
El santuari continuà amb molta vitalitat al llarg del període clàssic i funcionà fins a l'era cristiana, ja en declivi. El tancaren el 393, quan Teodosi I va prohibir els festivals pagans, i va patir un incendi el 426. Poc després les ruïnes del Temple de Zeus les convertiren en església cristiana, i fou destruïda a mitjan segle següent per terratrèmols. Al llarg del temps l'àrea fou colgada per inundacions i esllavissaments de terra, i coberta per cinc o sis metres de capes successives, i l'antic complex edificat s'oblidà. El redescobriren al 1766.
El jaciment arqueològic l'excavà sistemàticament per primera vegada un equip francès el 1829, i després equips alemanys entre 1875 i 1881, liderats per Georg Treu, que fou el responsable d'una proposta de reconstrucció de la col·locació de les figures.

## Obra
La decoració exterior del temple es compon de dos grups esculturals instal·lats als frontons, i una sèrie de dotze mètopes en relleu. Els conjunts mostren una gran unitat estilística interna, però divergeixen entre si. A grans trets tenen línies fortes i simples, encara amb certa rigidesa característica del passat arcaic, però expressen una riquesa d'emocions i postures que transcendeix la seua herència i apunta als desenvolupaments de l'etapa hel·lenística posterior, que serien explorats en el període intermedi del classicisme.
El frontó de l'est representa la disputa de Pèlops contra Enòmau per Hipodamia, presidida per Zeus. A la banda oest veiem Teseu i Pirítous lluitant contra els centaures, en una escena de gran moviment i violència, presidida per Apol·lo. Les mètopes mostren els dotze treballs d'Hèracles. Es trobaren residus de pigment sobre el marbre, la qual cosa suggereix que el conjunt era pintat, si més no en els detalls.
L'ordenació exacta de les peces es debat des del segle xix, des que se'n feren desenes de propostes de reconstitució amb els fragments romanents. La majoria d'aquestes reconstruccions, però, es pot descartat, perquè s'elaboraren exclusivament a partir de dibuixos, sense tenir en compte la volumetria de les peces i problemes pràctics de la instal·lació als frontons.
En l'època del descobriment dels vestigis del temple l'estatuària dels períodes arcaic i sever no atreia tant l'atenció com les obres dels períodes clàssic i hel·lenístic, però hui aquest conjunt és molt valorat, entre les expressions màximes de l'estil sever.

## Identitat del mestre
A causa del prestigi i la qualitat estètica de les obres atribuïdes al mestre d'Olímpia, la recerca de la seua identitat ha estat un punt ja clàssic de la historiografia de l'art. La crítica recent n'exclou Peoni de Mende i Alcàmenes d'Atenes, dos alumnes de Fídies, citats per Pausànies, però no n'han sorgit altres candidats a tenir en compte i la seua identitat continua per descobrir. Hi ha la tendència a considerar-lo oriünd del Peloponés. Sens dubte, el mestre va tenir ajudants, i diversos autors admeten que el jove Fídies pogué haver estat entre ells, però sembla improbable que la concepció del conjunt se'n dega a una única persona, doncs l'estil de les peces del frontó est del temple té diferències significatives en relació amb el frontó oest.